# Йорг Луке
Йорг Луке (на немски: Jörg Lucke) е бивш състезател по академично гребане на ГДР, олимпийски шампион от игрите през 1968 и 1972 г.

## Биография
Йорг Луке е роден на 7 януари 1942 г. в Берлин. Луке започва да тренира гребане през 1956 г. в ШК Айнхайт Берлин, по-късно преименуван на ШК Берлин-Грюнау. През 1961 г. Луке става шампион на ГДР като част от осморка. Той печели общо 10 титли на ГДР, последната от която през 1975 г. в двойка с рулеви.
През 1966 г. Луке става трети на световното първенство като част от осморка в една лодка с Хайнц-Юрген Боте. Двамата се класират като двойка без рулеви за олимпийските игри през 1968 г. в Мексико. Там печелят олимпийската титла с 0,15 секунди пред двойката на Съединените американски щати. След европейското първенство през 1969 г., когато двамата печелят сребърен медал в четворка с рулеви след отбора на ФРГ, Боте прекратява кариерата си.
Луке се присъединява към Волфганг Гункел и рулевия Клаус-Дитер Луке в двойка с рулеви. През 1971 г. тази нова двойка става европейски шампион, а на олимпийските игри в Мюнхен през 1972 г. печели олимпийската титла с повече от две секунди преднина пред двойката на Чехословакия. През 1974 г. двойката печели сребърен медал от световно първенство, а през 1975 г. Гункел и Луке стават световни шампиони с новия им рулеви Бернд Фрич. На олимпийската квалификация през 1976 г. световните шампиони отстъпват на бъдещите олимпийски шампиони Харалд Йерлинг и Фридрих-Вилхелм Улрих с техния рулев Георг Шпор. Вследствие на това Лук приключва кариерата си.
Луке е електромеханик по професия. По-късно работи като фотограф, механик и бизнесмен в Берлин